# Antonio Carebe
Antonio Carebe fue un rey del pueblo indígena de Tariaca, en la región llamada Tierra Adentro, Costa Rica, a principios del siglo XVII. Se sublevó contra la autoridad española en 1615, durante la gobernación de Juan de Mendoza y Medrano. Una fuerza encabezada por el capitán Juan de los Alas marchó a reprimir la insurrección, venció a los indígenas y apresó a Antonio Carebe. Varios indígenas fueron condenados a muerte y otros castigados severamente.